# Leuckartiara adnata
Leuckartiara adnata is een hydroïdpoliep uit de familie Pandeidae. De poliep komt uit het geslacht Leuckartiara. Leuckartiara adnata werd in 1992 voor het eerst wetenschappelijk beschreven door Pagès, Gili & Bouillon. 